# Emily Warren Roebling
Emily Warren Roebling, född 24 september 1843, död 24 februari 1903, var en amerikansk ingenjör. Hon var gift med Washington Roebling, son till John Augustus Roebling, som var den person som fick i uppdrag att bygga Brooklyn Bridge. Hon var också den person som fick projektet att slutföras efter att hennes man inte kunde göra det på grund av tryckfallssjuka.

## Barndom
Emily Warrens föräldrar var Sylvanus och Phebe Warren i Cold Spring, New York. Hon var andra barnet av 12. Emilys intresse för att skaffa sig utbildning stöddes av storebror Gouverneur K. Warren. De två syskonen stod alltid varandra nära.

## Efter brobygget
När Brooklyn Bridge stod klar, flyttade familjen Roebling till Trenton, New Jersey. Där deltog hon i samhällsinsatser som Relief Society under Spansk-amerikanska inbördeskriget, samt World's Columbian Exposition.  Hon fortsatte också att utbilda sig vid New York University.  Ända fram till sin död den 28 februari 1903 tillbringade hon tid med familjen, och förblev aktiv.

### Fotnoter
1. 1 2  Weingardt, Richard: "Engineering Legends: Great American Civil Engineers", page 56. ASCE Publications, 2005.
2. ↑  Roebling, Emily Warren: "Notes on the Warren Family" in the Appendix, Page 446, "The Journal of the Reverend Silas Comfort", Lippincott, Philadelphia, 1903
3. ↑  Logan, Mary: "The Part Taken by Women in American History", page 298. The Perry-Nalle Publishing Co., 1912.
4. 1 2  Petrash, Antonia: "More than Petticoats:  Remarkable New York Women", page 88. Globe Pequot, 2001.